# NFL Defensive Player of the Year
NFL Defensive Player of the Year är en utmärkelse som ges till det årets mest framstående defensiva spelare i NFL. Den mest framstående utmärkelsen ges ut av Associated Press (AP) och vinnaren presenteras varje år under NFL Honors, där även andra utmärkelser från AP delas ut, dagen innan Super Bowl. AP har gett ut priset sedan 1971. 
Två spelare har lyckats vinna priset tre gånger vardera: J.J. Watt och Lawrence Taylor. Förutom dessa har även fem spelare vunnit priset två gånger: Joe Greene, Mike Singletary, Bruce Smith, Reggie White, och Ray Lewis. 
| År   | Spelare             | Position         | Lag                  | Ref    |
| ---- | ------------------- | ---------------- | -------------------- | ------ |
| 1971 | Alan Page           | Defensive tackle | Minnesota Vikings    | [ 1 ]  |
| 1972 | Joe Greene          | Defensive tackle | Pittsburgh Steelers  | [ 2 ]  |
| 1973 | Dick Anderson       | Safety           | Miami Dolphins       | [ 3 ]  |
| 1974 | Joe Greene (2)      | Defensive tackle | Pittsburgh Steelers  | [ 4 ]  |
| 1975 | Mel Blount          | Cornerback       | Pittsburgh Steelers  | [ 5 ]  |
| 1976 | Jack Lambert        | Linebacker       | Pittsburgh Steelers  | [ 6 ]  |
| 1977 | Harvey Martin       | Defensive end    | Dallas Cowboys       | [ 7 ]  |
| 1978 | Randy Gradishar     | Linebacker       | Denver Broncos       | [ 8 ]  |
| 1979 | Lee Roy Selmon      | Defensive end    | Tampa Bay Buccaneers | [ 9 ]  |
| 1980 | Lester Hayes        | Cornerback       | Oakland Raiders      | [ 10 ] |
| 1981 | Lawrence Taylor     | Linebacker       | New York Giants      | [ 11 ] |
| 1982 | Lawrence Taylor (2) | Linebacker       | New York Giants      | [ 12 ] |
| 1983 | Doug Betters        | Defensive end    | Miami Dolphins       | [ 13 ] |
| 1984 | Kenny Easley        | Safety           | Seattle Seahawks     | [ 14 ] |
| 1985 | Mike Singletary     | Linebacker       | Chicago Bears        | [ 15 ] |
| 1986 | Lawrence Taylor (3) | Linebacker       | New York Giants      | [ 16 ] |
| 1987 | Reggie White        | Defensive end    | Philadelphia Eagles  | [ 17 ] |
| 1988 | Mike Singletary (2) | Linebacker       | Chicago Bears        | [ 18 ] |
| 1989 | Keith Millard       | Defensive tackle | Minnesota Vikings    | [ 19 ] |
| 1990 | Bruce Smith         | Defensive end    | Buffalo Bills        | [ 20 ] |
| 1991 | Pat Swilling        | Linebacker       | New Orleans Saints   | [ 21 ] |
| 1992 | Cortez Kennedy      | Defensive tackle | Seattle Seahawks     | [ 22 ] |
| 1993 | Rod Woodson         | Cornerback       | Pittsburgh Steelers  | [ 23 ] |
| 1994 | Deion Sanders       | Cornerback       | San Francisco 49ers  | [ 24 ] |
| 1995 | Bryce Paup          | Linebacker       | Buffalo Bills        | [ 25 ] |
| 1996 | Bruce Smith (2)     | Defensive end    | Buffalo Bills        | [ 26 ] |
| 1997 | Dana Stubblefield   | Defensive tackle | San Francisco 49ers  | [ 27 ] |
| 1998 | Reggie White (2)    | Defensive end    | Green Bay Packers    | [ 28 ] |
| 1999 | Warren Sapp         | Defensive tackle | Tampa Bay Buccaneers | [ 29 ] |
| 2000 | Ray Lewis           | Linebacker       | Baltimore Ravens     | [ 30 ] |
| 2001 | Michael Strahan     | Defensive end    | New York Giants      | [ 31 ] |
| 2002 | Derrick Brooks      | Linebacker       | Tampa Bay Buccaneers | [ 32 ] |
| 2003 | Ray Lewis (2)       | Linebacker       | Baltimore Ravens     | [ 33 ] |
| 2004 | Ed Reed             | Safety           | Baltimore Ravens     | [ 34 ] |
| 2005 | Brian Urlacher      | Linebacker       | Chicago Bears        | [ 35 ] |
| 2006 | Jason Taylor        | Defensive end    | Miami Dolphins       | [ 36 ] |
| 2007 | Bob Sanders         | Safety           | Indianapolis Colts   | [ 37 ] |
| 2008 | James Harrison      | Linebacker       | Pittsburgh Steelers  | [ 38 ] |
| 2009 | Charles Woodson     | Cornerback       | Green Bay Packers    | [ 39 ] |
| 2010 | Troy Polamalu       | Safety           | Pittsburgh Steelers  | [ 40 ] |
| 2011 | Terrell Suggs       | Linebacker       | Baltimore Ravens     | [ 41 ] |
| 2012 | J.J. Watt           | Defensive end    | Houston Texans       | [ 42 ] |
| 2013 | Luke Kuechly        | Linebacker       | Carolina Panthers    | [ 43 ] |
| 2014 | J.J. Watt (2)       | Defensive end    | Houston Texans       | [ 44 ] |
| 2015 | J.J. Watt (3)       | Defensive end    | Houston Texans       | [ 45 ] |
| 2016 | Khalil Mack         | Defensive end    | Oakland Raiders      | [ 46 ] |